# الدين في قبرص الشمالية
الدين في قبرص الشمالية.

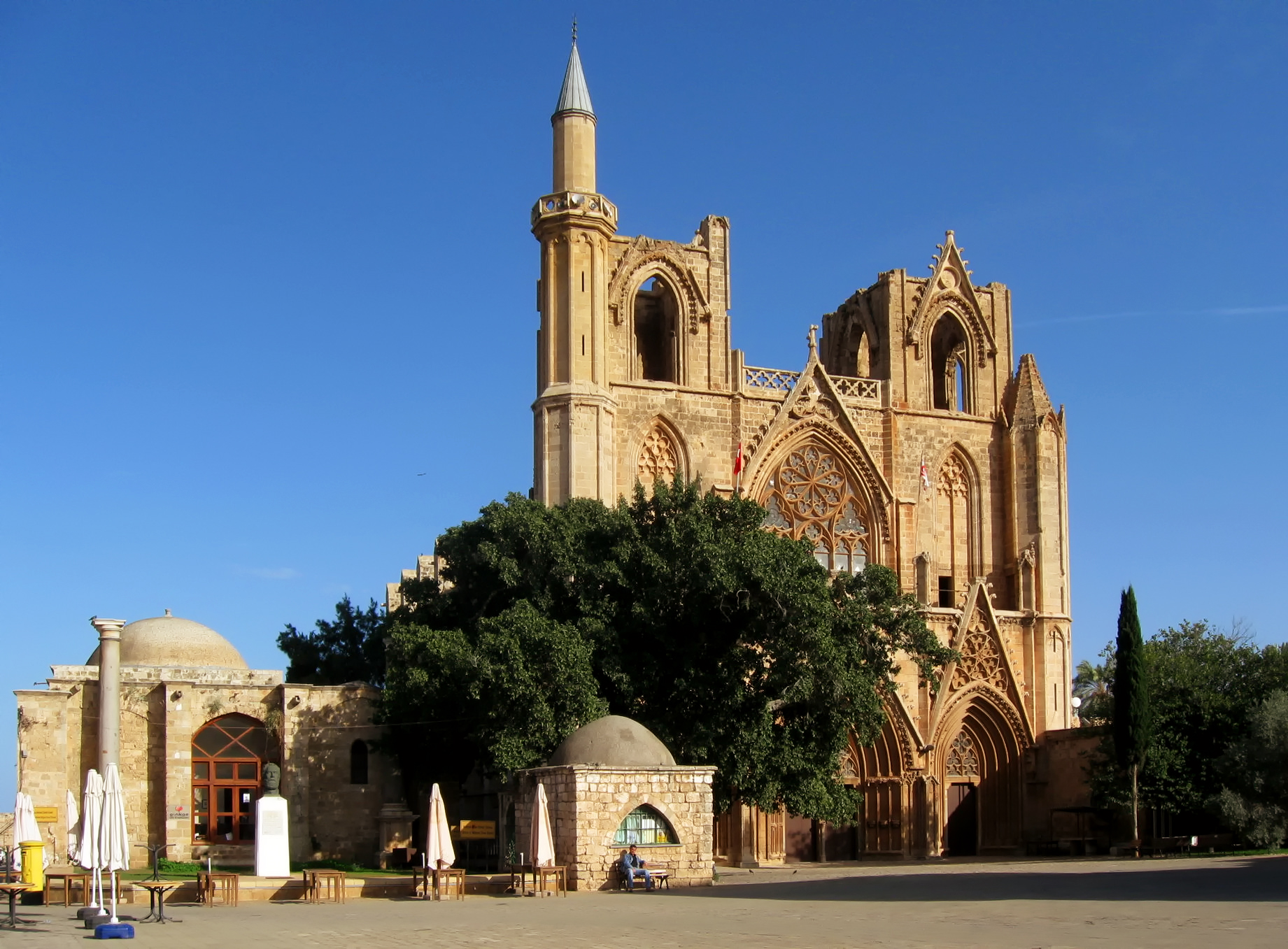
مسجد مصطفى باشا في قبرص الشمالية.

الدين في قبرص الشمالية، أي المجموعات الدينية السائدة في جمهورية قبرص الشمالية ذات الاعتراف المحدود، حيث يُدير القبارصة الأتراك حوالي ثلث مساحة الجزيرة. والدين السائد بالجمهورية هو الإسلام بنسبة 99% من السكان، بينما يشكل المسيحيون الأرثوذكس نسبة 0.5%، وبقية السكان يتكونون من مجموعات مسيحية أخرى وأديان مختلفة.

## الإسلام
ينص الدستور على أن الجمهورية علمانية، وتوفر حرية الضمير والإيمان الديني. لذلك لا توجد إحصاءات رسمية عن الدين، ولكن في عام 2022، قُدِّر أن 97% من السكان هم مسلمون سنة؛ والباقي يتألفون من العلويين، البروتستانت، اليونانيين الأرثوذكس، الموارنة الكاثوليك، الروس الأرثوذكس، الأنجليكانيين، البهائيين، اليهود وشهود يهوه.
اعتباراً من عام 2021، رأس المديرية الدينية لجمهورية شمال قبرص التركية الأستاذ الدكتور أحمد أونسال. ويوجد 7 ممثلين للمديرية: 5 منهم في مناطق شمال قبرص الخمس، واحد في قرية ليفكا، وواحد في الجزء الجنوبي من قبرص.
انتشر الإسلام في قبرص لأول مرة عندما فتح الجزيرة الخليفة الراشد الثالث عثمان بن عفان عام 649. ظلت قبرص منطقة متنازع عليها بين اليونانيين والعرب للقرون التالية، حتى انتقلت إلى السلطة اللاتينية خلال الحملات الصليبية. تم فتح الجزيرة على أيدي العثمانيين بقيادة لاله مصطفى باشا من البندقية عام 1570. جلب هذا الفتح معه استيطاناً تركياً من عام 1571 حتى عام 1878. خلال القرن السابع عشر بشكل خاص، زاد عدد السكان المسلمون في الجزيرة بسرعة، جزئياً بسبب المهاجرين الأتراك ولكن أيضاً بسبب اعتناق القبارصة اليونانيين للدين الإسلامي.
```
عبر 
تاريخ قبرص
، كان المسلمون منتشرين في جميع أنحاء الجزيرة، ولكن منذ عام 1974 عاشوا أغلبهم في الشمال. والقبارصة الأتراك هم الأغلبية الساحقة من المسلمين في الجزيرة، إلى جانب المستوطنين الأتراك من تركيا ويتبعون مذهب أهل السنة والجماعة، مع انتشار لبعض الطرق الصوفية، وانتشار بسيط لأعضاء الجماعة الإسلامية الأحمدية.
[
4
]
```

توجد عدة مزارات ومعالم إسلامية مهمة في قبرص الشمالية، منها:
- مسجدلعرب أحمد في نيقوسيا (بني في القرن السادس عشر).
- مسجد لالا مصطفى باشا، مسجد السليمية ومسجد حيدر باشا؛ كانت كاتدرائيات كاثوليكية سابقة تركها الصليبيون، والتي كانت مخصصة حصرياً للأقلية الكاثوليكية التي حكمت الجزيرة وتم تحويلها إلى مساجد بعد الفتح الإسلامي في العصور الوسطى.

## المسيحية

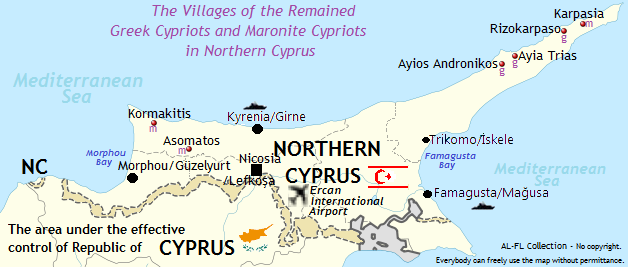
مواقع القبارصة الأرثوذكس اليونانيين والموارنة الكاثوليك المتبقية في شمال قبرص.

### الأرثوذكسية
يشكل المسيحيون الأرثوذكس في شمال قبرص 0.5% من السكان، يعدون من أتباع الكنيسة القبرصية الأرثوذكسية. بالإضافة إلى مجتمعات المسيحيين الأرثوذكس والمسلمين السنة، توجد أيضاً مجموعة صغيرة من الموارنة (الكاثوليك ذوي الطقوس الشرقية).
في شمال قبرص توجد الكنائس التاريخية مثل نوتردام دو تير في نيقوسيا (1308)، وغانشور في فاماغوستا (1346).

### الكنيسة المارونية
من بين 209286 قبرصياً كان هناك 1131 مارونياً عام 1891. كان عدد الموارنة 2752 عام 1960 في أربع قرى، كلها تقع حالياً ضمن حدود شمال قبرص. والمقر الرئيسي للكنيسة المارونية في لبنان.

### طوائف أخرى
مجتمع القبارصة الأتراك البروتستانت والأنجليكانيون صغير جداً. القائد والقس للمجتمع هو كمال باشاران. الأغلبية الساحقة هم أنجليكانيون ويستخدمون الكنائس الأنجليكانية في منطقة كيرينيا جنباً إلى جنب مع مجتمع المغتربين البريطانيين في الجزيرة.